# Wenezuela
Wenezuela (hiszp. Venezuela, wymowaⓘ), oficjalnie Boliwariańska Republika Wenezueli (República Bolivariana de Venezuela) – państwo związkowe położone w północnej części Ameryki Południowej. Zajmuje powierzchnię 916 445 km², a zamieszkane jest przez 30 518 260 osób (2023, szac.).
Państwo położone jest nad Morzem Karaibskim i Oceanem Atlantyckim. Cechuje się urozmaiconą rzeźbą terenu – środkową część kraju zajmuje Nizina Orinoko, południowo-wschodnią Wyżyna Gujańska, a północno-zachodnią – pasma górskie na skraju łańcucha Andów oraz równina wokół jeziora Maracaibo. Przeważa klimat tropikalny. Znaczną część kraju zajmują sawanny (w tym specyficzna dla tego kraju trawiasta formacja roślinna zwana llanos), a także lasy deszczowe. Graniczy z Kolumbią na zachodzie, Brazylią na południu i Gujaną na wschodzie.
Wenezuela jest republiką federalną z systemem prezydenckim. Stolicą i największym miastem jest Caracas. Wysoki poziom urbanizacji; w miastach mieszka ponad 88% społeczeństwa. Do głównych ośrodków miejskich należą Maracaibo, Valencia, Barquisimeto i Maracay. Walutą jest boliwar. Blisko 2/3 populacji stanowią Metysi, 1/5 osoby pochodzenia europejskiego, a 1/10 afrykańskiego. Językiem urzędowym jest hiszpański. Największą grupę wyznaniową stanowią katolicy (84,5%–96%).
Terytorium Wenezueli zamieszkane było przez różne ludy indiańskie od górnego paleolitu. W 1498 roku dostrzeżona przez Krzysztofa Kolumba, po raz pierwszy zasiedlona przez Europejczyków około 1523 roku (Cumaná). Kolonia hiszpańska, po ponad 20-letnim okresie walk narodowowyzwoleńczych pod przewodnictwem m.in. Francisco de Mirandy i Simóna Bolívara, w 1819 roku weszła w skład republiki Wielkiej Kolumbii, a po jej rozpadzie w 1830 roku – stała się niepodległym państwem. Przez większą część XIX wieku i do 1958 roku w kraju panowała dyktatura wojskowa. Od lat 20. XX wieku Wenezuela rozwinęła się jako jeden z największych producentów ropy naftowej na świecie, w 1960 roku została członkiem założycielskim OPEC. Gospodarka kraju w dużej mierze opiera się na eksporcie tego surowca.
W okresie prezydentury Hugo Cháveza (1999–2013) podjęto realizację szeroko zakrojonych programów socjalnych, finansowanych z przychodów z eksportu ropy naftowej, które poskutkowały m.in. znaczną redukcją stopy ubóstwa. Chávez prowadził także politykę mającą na celu ograniczenie strefy wpływów Stanów Zjednoczonych w Ameryce Łacińskiej. Po jego śmierci urząd prezydenta objął Nicolás Maduro, który pozostaje u władzy do dziś. Okres jego rządów charakteryzuje się postępującym autorytaryzmem. Od 2019 roku Maduro nieuznawany jest m.in. przez Stany Zjednoczone i Unię Europejską. Od 2014 roku, kiedy nastąpiło załamanie się światowych cen ropy, kraj zmaga się z kryzysem gospodarczym, przejawiającym się m.in. hiperinflacją, drastycznym spadkiem PKB, niedoborem żywności i leków oraz emigracją ludności (do 2022 roku – ponad 7 mln osób).

## Geografia

### Położenie
Państwo położone w północnej części Ameryki Południowej nad Morzem Karaibskim i Oceanem Atlantyckim. Graniczy od zachodu z Kolumbią, od południa z Brazylią, a od wschodu z Gujaną.
Powierzchnia:
- według wenezuelskiego urzędu statystycznego (Instituto Nacional de Estadística(inne języki))[1]:
  - 916 445 km², w tym:
    - ląd: 903 020 km²
    - wody śródlądowe (jeziora Maracaibo i Valencia): 13 425 km²
- według The World Factbook[2]:
  - 912 050 km², w tym:
    - ląd: 882 050 km²
    - wody śródlądowe: 30 000 km²

Długość wybrzeża: 2800 km
Granice lądowe: 5267 km, w tym:
- z Kolumbią: 2341 km
- z Brazylią: 2137 km
- z Gujaną: 789 km

### Ukształtowanie powierzchni
Ukształtowanie powierzchni Wenezueli jest zróżnicowane. Na północnym zachodzie rozciągają się silnie rozczłonkowane pasma górskie systemu Andów – na zachodzie Andy Północne, na północy Andy Karaibskie, m.in. Cordillera de Mérida, z najwyższym szczytem kraju Bolívar, sięgającym na wysokość 5002 m n.p.m., oraz graniczne Serranía de Perijá (wysokość do 3750 m), rozdzielone śródgórskim zapadliskiem tektonicznym jeziora Maracaibo (wysłodzona zatoka morska) i Zatoki Wenezuelskiej. Środkową część kraju zajmuje Nizina Orinoko, pocięta gęstą siecią rzek, częściowo zabagniona. W centralnej części, na południe i południowy wschód od Orinoko po granicę z Brazylią i Gujaną rozciąga się Wyżyna Gujańska (wysokość maksymalna do 3014 m – Pico da Neblina), z ostańcowymi górami stołowymi Sierra Parima, Sierra Pacaraima, Sierra Marahuaca. Obszar górski jest aktywny sejsmicznie, mają miejsce częste trzęsienia ziemi. Linia brzegowa jest dobrze rozwinięta, liczne zatoki (Wenezuelska, Paria, Triste, Cariaco) i półwyspy (Guajira, Paraguaná, Araya, Paria), miejscami laguny. Wyspy przybrzeżne, największa z nich to Margarita.

### Podział geograficzny
Terytorium Wenezueli dzieli się na 3 duże regiony:
- Andes
- Llanos
- Guayana

Według innych autorów obejmują one nazbyt zróżnicowane tereny, dlatego dzielą je na 9 regionów:
|                                                       |
| Los Andes (Barinas, Mérida, Táchira, Trujillo, Apure) |
| Capital (Miranda, Vargas, Caracas)                    |
| Central (Aragua, Carabobo, Cojedes)                   |
| Centro Occidental (Falcón, Lara, Portuguesa, Yaracuy) |
| Guayana (Amazonas, Bolívar, Delta Amacuro)            |
| Insular (Nueva Esparta, Dependencje Federalne)        |
| Los Llanos (Apure, Guárico)                           |
| Nor-Oriental (Anzoátegui, Monagas, Sucre)             |
| Zuliana (Zulia)                                       |
|                                                       |

### Klimat

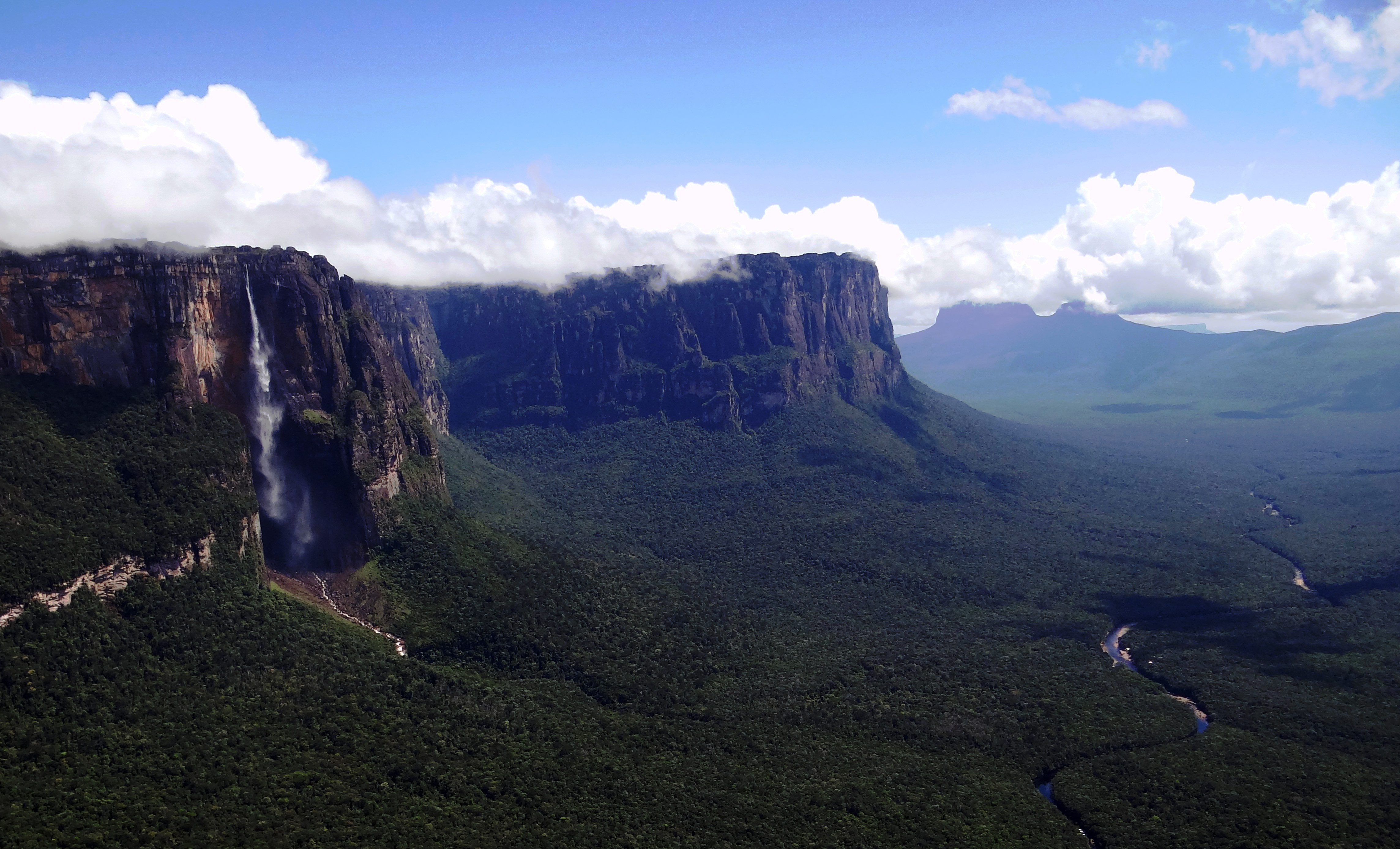
Wyżyna Gujańska

Wenezuela leży w strefie klimatów równikowych z wyraźnie zaznaczoną porą deszczową, która trwa tu od maja do października. Na Wyżynie Gujańskiej wilgotny klimat równikowy, przechodzący na północnym wschodzie w podrównikowy wilgotny. Na pozostałym obszarze przeważnie podrównikowy suchy, wysoko w górach występują strefowe górskie odmiany klimatu. Suma roczna opadów od 200–300 mm na północnym wschodzie, 800–1400 mm na Nizinie Orinoko do 2000 mm na Wyżynie Gujańskiej i 3000 mm na wschodnich stokach Cordillera de Mérida. Wahania temperatur pomiędzy najcieplejszym i najzimniejszym miesiącem roku są niewielkie. Ciepły Prąd Karaibski podnosi temperaturę na wybrzeżu do ok. 27 °C. Podobna temperatura charakteryzuje obszary pozostałej części kraju, średnie miesięczne temperatury powietrza wynoszą 24–28 °C. Jedynie w górach temperatura jest wyraźnie niższa. Średnia temperatura powietrza i średnie opady dla stolicy kraju Caracas wynoszą: w styczniu 19 °C i 22 mm, w lipcu 21 °C i 97 mm.

### Stosunki wodne
Największą i najważniejszą rzeką Wenezueli jest Orinoko, która tworzy rozległą deltę przy ujściu do Oceanu Atlantyckiego. Orinoko wraz z licznymi dopływami (Ventuari, Caura, Caroni, Meta, Arauca, Apure, Manapiare i inne) tworzy rozległy i gęsty system rzeczny. Na rzekach występuje wiele progów wodnych, katarakt i wodospadów, w tym najwyższy na ziemi, położony w dorzeczu rzeki Caroni Salto del Angel (979 lub 1054 m). Na południu kraju rzeka Casiquiare łączy system Orinoko, poprzez rzekę Negro, z systemem Amazonki. Znaczna część energii elektrycznej kraju pochodzi z elektrowni wodnych. Występują też liczne jeziora, m.in. Maracaibo.

### Fauna i flora
Roślinność bardzo urozmaicona. Wiecznie zielone, wilgotne lasy równikowe pokrywają 34% terytorium i występują głównie w delcie Orinoko. Na Nizinie Orinoko lasy (częściowo zrzucające liście w porze suchej) i sawanny, na Wyżynie Gujańskiej i przedgórzach Andów lasy liściaste i iglaste, na pozostałym obszarze sawanny i roślinność trawiasta (llanos). W obszarach suchych formacje kserofilne i półpustynne, wysokie partie gór porasta formacja paramo, reprezentowana m.in. przez kilkumetrową szarotkę frajlejon, przypominającą mały słonecznik. Wzdłuż wybrzeża dominującą roślinnością są namorzyny (lasy mangrowe). Ze zwierząt żyją tu m.in. niedźwiedzie andyjskie, oceloty, oposy, pekari, kajmany, w wodach przybrzeżnych delfiny. Istnieją trzy parki narodowe, największy to Simón Bolivar o powierzchni 190 tys. ha.

## Historia

### Okres kolonialny
Tereny dzisiejszej Wenezueli w okresie prekolumbijskim zamieszkane były przez różne grupy Indian. W 1498 Krzysztof Kolumb dotarł do ujścia Orinoko. Później, w latach 1499–1500, kraj był dalej eksplorowany przez hiszpańskiego konkwistadora Alonso de Hojedę, który był uczestnikiem wyprawy Amerigo Vespucciego. W sierpniu 1500 r. Vespucci dotarł do jeziora Maracaibo. Jego uwagę zwróciły domostwa Indian budowane na palach w formie palafitów. W liście do jednego z przyjaciół we Florencji podróżnik napisał, że przypomina mu to Wenecję (wł. Venezia); nazwał też tę część wybrzeża „Małą Wenecją” (wł. Venezuola). Z czasem nowa nazwa objęła cały ten kraj.
Od początku XVI wieku tereny dzisiejszej Wenezueli kolonizowane były przez Hiszpanów, zwabianych tu złotą legendą o El Dorado. W 1528 r. tereny Wenezueli z El Dorado włącznie Karol V Habsburg (w latach 1516–1556 król Hiszpanii) oddał jako spłatę długów augsburgskiej rodzinie bankierskiej Welserów. W ten sposób powstała „Mała Wenecja” (niem. Klein-Venedig) – niemiecka kolonia w Ameryce Południowej. Po śmierci w 1546 r. Philipa von Huttena, zabitego przez Hiszpanów drugiego gubernatora kolonii, Welserowie przestali interesować się Wenezuelą, choć formalnie należała ona do nich do roku 1555. Po tej dacie, w 1556 r., tereny te włączone zostały do hiszpańskiego Wicekrólestwa Peru, a w 1717 r. – Wicekrólestwa Nowej Granady (Nueva Granada). Rolę siły roboczej do końca XVI wieku pełnili Indianie (system tzw. repartimiento), a z początkiem XVII wieku czarnoskórzy niewolnicy sprowadzani z Afryki.

### XIX wiek

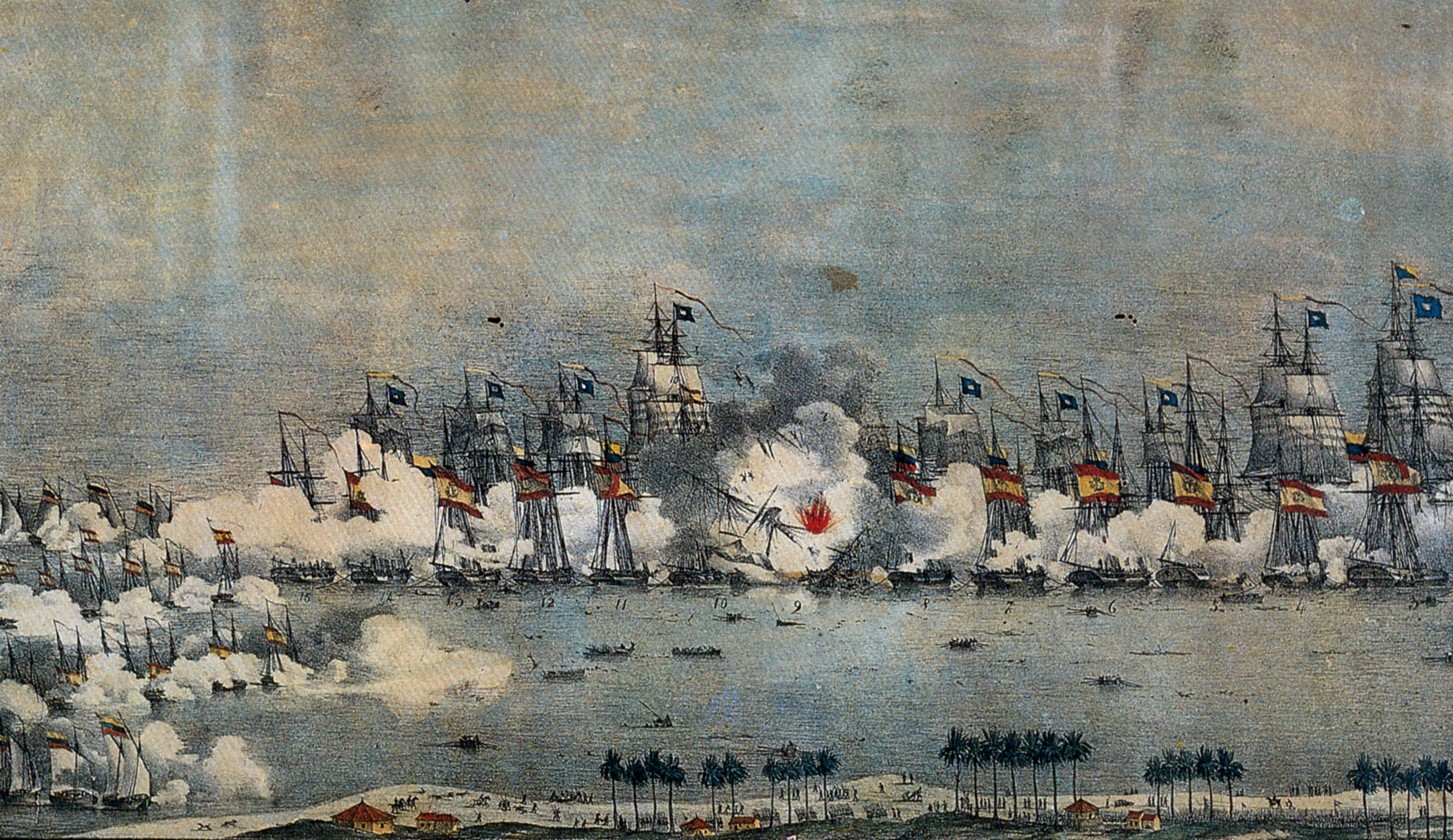
Bitwa morska pod Maracaibo w dniu 24 marca 1823 r. w trakcie wojny o niepodległość Wenezueli

Na początku XIX wieku rozpoczęło się tworzenie ruchów niepodległościowych. Po kilku nieudanych powstaniach Simón Bolívar wywalczył niepodległość (w 1821). Początkowo był to teren złożony z Wenezueli, Kolumbii i Ekwadoru (tzw. Wielka Kolumbia), potem w 1830 doszło do wyodrębnienia Wenezueli w samodzielną republikę. Pierwszym prezydentem został José Antonio Páez i był nim do 1846. Później wywarł wielki wpływ na politykę Wenezueli, będąc kimś w rodzaju dyktatora (caudillo). W latach 1859–1863 trwała wojna domowa między federalistami (liberałami popieranymi przez burżuazję) a unitarystami (konserwatystami wspartymi przez oligarchów, latyfundystów i duchownych).
W 1870 rozpoczął się okres liberalizacji i rozwoju gospodarczego co umożliwiło napływ obcego kapitału (głównie brytyjskiego). Odkrycie złota w 1879 na terenach przygranicznych między Wenezuelą a Gujaną Brytyjską doprowadziło w 1895 do konfliktu między Wenezuelą a brytyjskimi władzami kolonialnymi. W 1899 przeprowadzono arbitraż międzynarodowy na korzyść Wielkiej Brytanii. W jego wyniku większość spornych obszarów trafiła w ręce Imperium Brytyjskiego. Strona wenezuelska nie uznała tego rozwiązania. W XIX i XX wieku następowały częste okresy rządów dyktatorskich i uciekanie się do przemocy w walce politycznej. Odkrycie złóż ropy naftowej na początku XX wieku wprowadziło kraj do czołówki gospodarczej kontynentu. Ponadto kraj stał się trzecim na świecie eksporterem kawy. Głównym inwestorem była firma Esso (Exxon). W 1899 doszło do rewolucji liberalnej (Revolución Liberal Restauradora).

### I połowa XX wieku
W 1902 doszło do konfliktu z Wielką Brytanią, Włochami i Niemcami. W celu wyegzekwowania długów Wenezueli mocarstwa europejskie zablokowały jej porty za pomocą floty wojennej. W 1904 trybunał w Hadze uznał interwencję za słuszną, jednak Wenezuela nie spłaciła długów.
W 1908 z pomocą Amerykanów władzę dyktatorską w kraju objął generał Juan Vicente Gómez. Stworzył on jeden z najbardziej represyjnych systemów dyktatorskich w Ameryce Południowej. W latach 20. przemysł naftowy gwałtownie przyśpieszył swój rozwój. W 1927 roku Wenezuela stała się największym producentem ropy w regionie Ameryki Łacińskiej, a w latach 30. ropa stała się dominującą dziedziną gospodarki państwa. W 1935 zmarł Gómez. Po śmierci Gómeza prezydentem został wchodzący w skład jego junty Eleazar López Contreras. López Contreras umożliwił stopniową demokratyzację kraju i zakończenie ery rządów caudillo.
Nowy prezydent, by uniknąć wybuchu wojny domowej, starał się utrzymywać równowagę między skrajnymi siłami politycznymi (gomezistami a nielegalną Komunistyczną Partią Wenezueli). W 1941 prezydentem został Isaías Medina Angarita, przyjaciel i współpracownik Lópeza Contrerasa. Demokratyzacja spowodowała utworzenie partii politycznych w tym Akcji Demokratycznej z Rómulo Betancourtem na czele. W okresie rządów Mediny Angarity doszło do legalizacji Akcji Demokratycznej oraz Komunistycznej Partii Wenezueli stanowiących opozycję. Angarita wprowadził wybory bezpośrednie do kongresu i nadał kobietom prawo głosu, zwolnił więźniów politycznych i pozwolił na powrót uchodźców. W 1945 jako pierwszy w historii rząd wenezuelski podjął próbę przejęcia przez państwo kontroli nad zasobami naturalnymi Wenezueli oraz próbował przeprowadzić reformę rolną. Reformy Mediny Angarity zostały uznane za niewystarczające przez lewicową Akcję Demokratyczną, która żądała dalszych, bardziej radykalnych zmian społecznych. Również część młodszych oficerów miała rządowi za złe to, że nie usunął ze stanowisk oficerów powiązanych z dyktaturą Juana Vicente Gomeza. W trakcie II wojny światowej Wenezuela poparła aliantów – w 1941 zerwała stosunki z krajami tworzącymi sojusz Osi, a w 1945 włączyła się w wojnę.
W 1945 r. grupa młodych oficerów z Patriotycznego Związku Wojskowego dokonała zamachu stanu i utworzyła Rewolucyjną Juntę Wojskową. Tymczasowym prezydentem został Betancourt a rządy objęła Akcja Demokratyczna. Betancourt znany był jako wcześniejszy przywódca lewicowych ruchów studenckich pozostających w opozycji do rządów wojskowych. Akcja Demokratyczna reprezentująca burżuazję narodową, rozpoczęła w kraju proces demokratyzacji. Liberalna prezydentura Betancourta została zakończona przez prawicowy przewrót wojskowych w 1948. W wyniku przewrotu władzę w kraju objął Carlos Delgado Chalbaud będący jednym z przywódców puczu z 1945. W wyniku walk wewnątrz junty Delgado Chalbaud został skrytobójczo zamordowany a władze po nim objął na krótko Germán Suárez Flamerich usiłujący przywrócić rządy cywilne.
Próby te nie udały się a dyktatorską władzę objął Marcos Pérez Jiménez. Okres jego rządów związany był ze wzrostem gospodarczym jednakże wiązał się również z coraz większym uzależnieniem państwa od Stanów Zjednoczonych oraz korupcją. Rządy dyktatora przerwało zbrojne powstanie z 1958. W wyniku powstania dyktator uciekł do Stanów Zjednoczonych. Głową państwa został przedstawiciel armii, Wolfgang Larrazábal. Zyskał on znaczną popularność w społeczeństwie. 14 grudnia 1958, na dwa tygodnie przed planowanymi wyborami prezydenckimi, odszedł ze sprawowanej funkcji przewodniczącego junty. Jego kandydaturę wspierały Republikańska Unia Demokratyczna oraz Komunistyczna Partia Wenezueli. Przegrał jednak wybory z Rómulo Betancourtem, uzyskując 902 tys. głosów, podczas gdy 1 284 092 oddano na jego rywala.

### Rządy jedności narodowej
W październiku 1958 doszło do porozumienia trzech największych partii Wenezueli – socjaldemokratycznej Akcji Demokratycznej (AD), Republikańskiej Unii Demokratycznej (URD) oraz chadeckiej Partii Społeczno-Chrześcijańskiej (COPEI). Działacze tych partii spotkali się w rezydencji Rafaela Caldery, gdzie ustalili oni wspólną strategię i zdecydowali o niedopuszczeniu w kraju do rewolucji ani zamachu stanu. Partie te doprowadziły do zmiany konstytucji wenezuelskiej w 1961, wprowadzając do niej zapisy rozszerzające kompetencje prezydenta. Przywódcy AD, URD i COPEI ustalili iż w ciągu pięciu kolejnych lat, tj. podczas kadencji prezydenta, który miał być wybrany w grudniu, kierowane przez nich organizacje będą działały według zasad: respektowania wyników wszystkich wyborów, szacunku dla konstytucji, niezależnie od wyników wyborów, zwycięska partia będzie tworzyła rząd jedności narodowej z udziałem przedstawicieli pozostałych sygnatariuszy porozumienia, każdy rząd jedności narodowej będzie realizował program oparty na wspólnie ustalonych założeniach. Początkowo założenia te miały pozostawać w mocy jedynie pięć lat, w rzeczywistości przetrwały do zwycięstwa Rafaela Caldery w wyborach prezydenckich w 1993, lub według innych do 1999, gdy prezydentem wybrany został Hugo Chávez.
24 czerwca 1960 Betancourt pełniący urząd prezydencki przetrwał próbę zamachu na swoje życie, zorganizowaną przez dominikańskiego dyktatora Rafaela Trujillo, który ściągnął na siebie z tego powodu gwałtowne pogorszenie stosunków z innymi państwami. W latach 60. podobnie jak w innych państwach Ameryki Łacińskiej doszło do wybuchu walk partyzanckich. Przeciwnikiem rządu okazały się nieliczne oddziały Rewolucyjnego Ruchu Lewicy i Sił Zbrojnych Wyzwolenia Narodowego. W 1962 Rewolucyjny Ruch Lewicy (utworzony w dużej mierze przez byłych członków Akcji Demokratycznej) zorganizował nieudane powstanie znane jako El Carupanazo, miesiąc później w Puerto Cabello, batalion wojska powstał przeciwko rządowi, wydarzenie to przeszło do historii jako Porteñazo. W wyniku tejże rebelii zginęło około 400 osób.
Po incydencie w Machurucuto z maja 1967, gdzie wenezuelska Gwardia Narodowa i wojsko starły się z 12-osobowym oddziałem Kubańczyków i przeszkolonymi przez nich rebeliantami doszło do pogorszenia stosunków z rewolucyjnym rządem Kuby. W połowie lat 70. trwały natomiast walki rządu z marksistowsko-leninowskimi rebeliantami i partyzantami z hodżystowskiej Partii Czerwonej Flagi. W drugiej połowie XX wieku doszło do odnowienia konfliktu granicznego między Wenezuelą a Gujaną Brytyjską. W połowie lat 70. doszło do gospodarczego boomu związanego ze wzrostem dochodów z ropy naftowej. Państwo jednocześnie przejmowało kontrolę nad przemysłem ropy naftowej, a także górnictwem żelaza. W 1975 dokonano nacjonalizacji złóż. Dochód z ropy naftowej pozwolił finansować inne dziedziny gospodarki. Kolejne rządy zaniedbały jednak rolnictwo przez co Wenezuela stała się importerem żywności. Po kryzysie rynku naftowego końca lat 70., kraj zaczął przeżywać kryzys szczególnie widoczny po 1982.
W 1989 r. wybory prezydenckie wygrał Carlos Andrés Pérez z centrystycznej wówczas Akcji Demokratycznej. W odpowiedzi na kryzys gospodarczy spowodowany obniżkami cen ropy, rząd Akcji Demokratycznej wprowadził inspirowany przez Międzynarodowy Fundusz Walutowy program reform neoliberalnych. Reformy te były niepopularne wśród biedniejszych mieszkańców państwa. Rząd ograniczył wydatki socjalne, przeprowadził rozległą prywatyzację państwowych przedsiębiorstw, zrezygnował z kontroli cen na wiele towarów. Pogorszenie się sytuacji gospodarczej doprowadziło do zamieszek Caracazo. Caracazo były największymi zamieszkami w historii kraju w których zginęło od 372 do dwóch tysięcy osób (liczba ofiar zwiększyła się po odkryciu masowych grobów ofiar represji ze strony rządu). W tłumieniu protestów uczestniczyły wojsko i policja polityczna DISIP.
W 1992 r. doszło do nieudanego zamachu stanu w którym uczestniczył Hugo Chávez. Do zamachu doszło w nocy 4 lutego, wojsko otoczyło kluczowe obiekty rządowe, w tym pałac prezydencki, Ministerstwo Obrony, Muzeum Wojska i lotnisko wojskowe La Carlota. Pucz nie udał się a rebelianci mieli poparcie mniej niż 10% jednostek wojskowych. Uczestnicy zamachu zostali aresztowani i natychmiast zyskali poparcie wielu Wenezuelczyków, zwłaszcza tych biedniejszych, którzy zaczęli postrzegać puczystów jako tych którzy zdołają zlikwidować korupcję w rządzie i kleptokrację.

### Rządy Chaveza
Chávez zwyciężył w wyborach prezydenckich z 1998 r. Uczestnik puczu z 1992 r. utworzył Ruch Na Rzecz V Republiki. Rządząc w oparciu o szeroką koalicję partii lewicowych wprowadził popularne reformy społeczne, osiągnięte w dużej mierze dzięki obłożeniu warstw zamożniejszych wysokimi podatkami i nacjonalizacji wielu gałęzi gospodarki. Do nowego rządu przystąpili przedstawiciele różnych ugrupowań lewicy, ale także politycy ze środowisk konserwatywnych, centrum i centroprawicy. Rząd początkowo przyjął stanowisko bliskie europejskiej i latynoamerykańskiej umiarkowanej socjaldemokracji. W 1999 rząd zwołał referendum, w którym obywatele mieli wypowiedzieć się na temat planu utworzenia zgromadzenia konstytucyjnego. W skład zgromadzenia weszli przedstawiciele całego społeczeństwa Wenezueli, w tym miejscowe grupy plemienne. Referendum odbyło się w dniu 25 kwietnia 1999 i było wielkim sukcesem prezydenta, gdyż aż 80% obywateli opowiedziało się za projektem rządu. Wybory do zgromadzenia konstytucyjnego zaplanowano na lipiec. Spośród 131 mandatów zwolennicy prezydenta zdobyli aż 125 (95% ogółu), w tym wszystkie należące do grup plemiennych, podczas gdy opozycja zdobyła tylko 6 miejsc. Referendum w sprawie uchwalenia nowej konstytucji odbyło się w grudniu 1999. 72% głosujących opowiedziało się za przyjęciem nowej ustawy zasadniczej. Zwiększała ona ochronę ludności tubylczej i kobiet, ustanawiała powszechne prawo do edukacji, mieszkań, opieki zdrowotnej i żywności. Wzrosły wymogi przejrzystości rządu oraz zwiększono ochronę środowiska. Konstytucja wydłużała kadencję prezydenta z pięciu do sześciu lat, lecz pozwoliła społeczeństwu odwoływać prezydenta w referendum w trakcie kadencji. Dwuizbowy parlament – Izbę Deputowanych i Senat – połączono w Zgromadzenie Narodowe.
W lecie 2000 r., zgodnie z zasadami nowej konstytucji, odbyły się przedterminowe wybory do nowego, jednoizbowego Zgromadzenia Narodowego połączone z wyborami prezydenckimi i lokalnymi. Chávez ponownie został wybrany na prezydenta z wynikiem 59,76% głosów. Głównym konkurentem okazał się Francisco Arias Cardenas, jeden ze spiskowców z 1992. Po wyborach rozpoczęto program parcelacji gruntów i wprowadzono szereg reform mających na celu poprawę opieki społecznej. Rząd wdrożył bezpłatny, finansowany przez rząd system opieki zdrowotnej oraz bezpłatną edukację na poziomie uniwersyteckim. W grudniu 2001 inflacja spadła do poziomu 12,3%, był to wskaźnik najniższy od 1986, podczas gdy wzrost gospodarczy był na stałym poziomie czterech procent. Szacunek społeczeństwa Chavez zdobył sobie krytyką kapitalizmu, neoliberalizmu oraz Stanów Zjednoczonych i ich sojuszników, niemniej jednak opozycja oskarżała prezydenta o zapędy dyktatorskie i próbę wprowadzenia ustroju politycznego w stylu Kuby.
W kwietniu 2002 kręgom wojskowym przeciwnym rządowi udało się na dwa dni odsunąć Cháveza od władzy w wyniku zamachu stanu. Niekonstytucyjnym prezydentem został wówczas Pedro Carmona Estanga. Po protestach ludności Chavez powrócił na urząd szefa państwa. Według The Observer zamach został zatwierdzony przez rząd USA. W zimie 2003 USA i inne kraje OPA zaapelowały o rozpisanie przedterminowych wyborów parlamentarnych dla uspokojenia sytuacji w kraju. W sierpniu 2003 stało się możliwe rozpisanie referendum na temat wcześniejszego zakończenia kadencji prezydenta. 15 sierpnia 2004 odbyło się referendum, zakończone wygraną zwolenników prezydenta – 59% poparcia przy 70% frekwencji. Opozycja zarzuciła władzom fałszerstwa. Jimmy Carter – niezależny obserwator głosowania – zapewniał z kolei o zdecydowanej uczciwości przeprowadzonego głosowania. Uczciwość referendum potwierdziły również OPA i UE. W dniu 12 marca 2006 Wenezuela zmieniła flagę państwową. Na fladze pojawiły się symbole związane z kulturą Indian – łuk, strzała oraz maczeta. Poza tym dodano ósmą gwiazdę, symbolizującą prowincję Guayana. Zmienił się również trochę wizerunek konia – na poprzedniej fladze biegnie w prawo ze łbem zwróconym w lewo, po zmianach biegnie w lewo trzymając głowę przed siebie.
Próby zbrojnego obalenia rządu doprowadziły do radykalizacji stanowiska rządu – w 2005 r. Chávez zaczął głosić postulat „socjalizmu XXI wieku”. Koncepcja różniła się od wcześniejszych form boliwarianizmu, które były socjaldemokratyczne i łączyły elementy kapitalizmu i socjalizmu. Socjalizm XXI wieku nie zlikwidował kapitalizmu, natomiast zaowocował odejściem Wenezueli od ustroju neoliberalnego. Rząd kontrolował ten sam procent gospodarki, co przed wyborem Cháveza w 1998, a sektor prywatny zajmował dwie trzecie gospodarki.

### Rządy Maduro
Po śmierci Chaveza w 2013 roku prezydentem został Nicolás Maduro. W tym samym roku w kraju nastąpiły niedobory niektórych towarów konsumpcyjnych, które wywołały protesty antyrządowe.
Postępujący kryzys gospodarczy spowodowany spadkiem cen ropy naftowej oraz pogorszenie warunków życia spowodowały szybki spadek poparcia dla władz. W zaplanowanych na jesień 2015 roku wyborach poparcie dla obozu rządzącego systematycznie malało, w ostatnich dniach przed wyborami sięgając poniżej 30%. Na spadek poparcia rząd opowiedział kampanią propagandową skierowaną przeciwko opozycji. Na krótko przed wyborami doszło do wybuchu fali przemocy politycznej i ataków organizowanych przez uzbrojone bojówki. Władze częściowo lekceważyły te incydenty, wygłaszając stanowcze i niecenzuralne protesty przeciwko wypowiedziom przedstawicieli państw trzecich, wzywających do wyjaśnienia przyczyn zajść i ukarania winnych.
Zgodnie z przewidywaniami sondażowymi wybory okazały się klęską rządu, który utracił władzę na rzecz Koalicji Jedności Demokratycznej. Rząd Madura, utraciwszy większość w parlamencie, zaczął lekceważyć parlament i rządzić z pominięciem władzy ustawodawczej, a Sąd Najwyższy unieważniał wszystkie uchwały parlamentu i zatwierdzał dekrety prezydenta. Władze doprowadziły też do niezgodnego z konstytucją zablokowania procedury wszczęcia referendum ws. odwołania prezydenta. Brak reform gospodarczych doprowadził do dalszego pogłębiania się i tak głębokiego kryzysu gospodarczego, który objawiał się permanentnymi brakami w zaopatrzeniu w artykuły wszystkich rodzajów. Przeciw polityce rządu mieszkańcy kraju protestowali wielokrotnie, m.in. opozycyjne wiece z 26 października 2016 zgromadziły ok. 5 mln ludzi. Pod naciskiem Watykanu pod koniec października obie strony zgodziły się na rozmowy, które początkowo odrzucały. Do pierwszego spotkania doszło 30 października.

#### Delegalizacja parlamentu
29 marca 2017 podporządkowany prezydentowi Sąd Najwyższy ogłosił delegalizację parlamentu pod pretekstem ignorowania wcześniejszych wyroków, jednocześnie przejmując władzę ustawodawczą oraz wzywając prezydenta do ogłoszenia stanu wyjątkowego. Wyrok został przez opozycję demokratyczną uznany za zamach stanu, a parlament w odpowiedzi ogłosił, że uznał Sąd Najwyższy za nielegalny w związku z wielokrotnym łamaniem przez niego konstytucji. Od tego czasu w kraju codziennie miały miejsce demonstracje i protesty z żądaniem ustąpienia prezydenta i rozpisania wyborów, w których w ciągu pierwszych trzech tygodni zginęło 21 osób. Naciski międzynarodowe oraz gwałtowne protesty w kraju spowodowały, że dwa dni później sąd najwyższy na polecenie prezydenta przywrócił parlament.
1 maja Maduro zapowiedział w telewizji zwołanie zgromadzenia konstytucyjnego w celu opracowania nowej ustawy zasadniczej. Zgodnie z jego zapowiedzią delegatów do zgromadzenia mają wybrać członkowie kontrolowanych przez rząd rad sąsiedzkich, a z udziału w nim wykluczone mają być partie polityczne. Zapowiedź wprowadzenia nowej konstytucji spotkała się ze zdecydowanym sprzeciwem opozycji, a także przyczyniła się do kontynuowania protestów. W ciągu pierwszych 50 dni w protestach zginęło 46 osób. 5 lipca kilkudziesięciu zwolenników rządu wtargnęło do parlamentu i pobiło kilku deputowanych, dziennikarzy i pracowników administracji, a ponad 300 posłów przez kilka godzin przetrzymywali w gmachu parlamentu.
16 lipca 2017 opozycja zorganizowała nieoficjalny plebiscyt, w którym zapytała 7,5 mln ludzi, czy zgadzają się na utworzenie nowego zgromadzenia narodowego, którego zadaniem miało być napisanie nowej, bardziej radykalnej konstytucji. Większość głosujących opowiedziała się przeciw zmianom proponowanym przez reżim. 30 lipca władze przeprowadziły niezgodnie z konstytucją wybory do zgromadzenia konstytucyjnego. Według oficjalnych danych w głosowaniu wzięło udział ponad 8 mln ludzi, jednak znaczna część z nich została zastraszona groźbą utraty pracy lub przydziałów żywności. Opozycja zbojkotowała głosowanie jako nielegalne. Nowe zgromadzenie jako nielegalne potępiła prokurator generalna Luisa Ortega Diaz, która przystąpiła do przeciwników rządu. Projekt nowej konstytucji skrytykowało wielu byłych towarzyszy Hugo Cháveza, a kraje Ameryki Łacińskiej potępiły w połowie sierpnia 2017 roku niszczenie porządku demokratycznego i dążenie do dyktatury.
Pod koniec miesiąca prokurator generalna Luisa Ortega Diaz zbiegła z Wenezueli. W grudniu 2017 roku Zgromadzenie Narodowe ogłosiło wybory lokalne. Opozycja je zbojkotowała, ponieważ nie uznaje legalności Zgromadzenia jako ciała utworzonego wbrew konstytucji. Dzięki bojkotowi partia prezydenta Madura odniosła zwycięstwo w 18 z 23 stanów oraz w 308 z 335 miast.

#### Kryzys prezydencki w 2019 roku

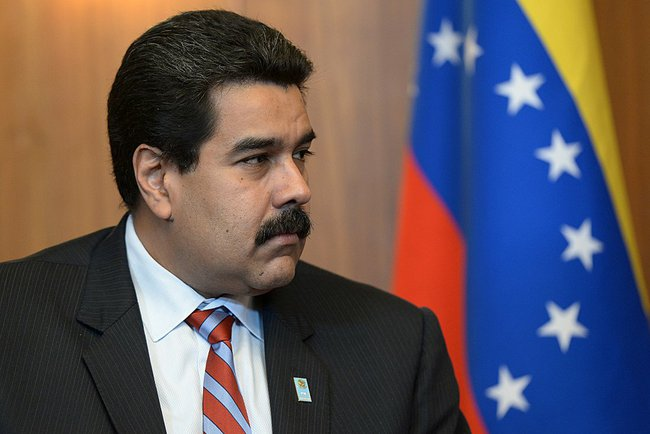
Nicolás Maduro

Stanowisko wobec kryzysu w Wenezueli
Wenezuela
Uznanie dla Guaidó
Wsparcie dla Zgromadzenia Narodowego
Uznanie Madura

W styczniu 2018 roku Zgromadzenie ogłosiło wybory prezydenckie, które zostały przeprowadzone 20 maja. Wiceszef rządzącej partii socjalistycznej Diosdado Cabello, ogłosił jako kandydata ugrupowania dotychczasowego prezydenta Nicolasa Madura. Jednocześnie komisja wyborcza odmówiła koalicji partii opozycyjnych Jedność Demokratyczna prawa wystawienia wspólnego kandydata i zdelegalizowała dwa ugrupowania koalicji (Wola Ludu i Most). 10 stycznia 2019 Maduro został zaprzysiężony na kolejną kadencję przed trybunałem wyborczym, mimo że Unia Europejska, Organizacja Państw Amerykańskich, USA i 13 krajów Ameryki Łacińskiej nie uznały jego mandatu i wezwały do rozpisania wolnych wyborów oraz uwolnienia więźniów politycznych, a zdominowany przez opozycję wenezuelski parlament ogłosił Madura uzurpatorem i wezwał wojsko oraz urzędników państwowych do wypowiedzenia mu posłuszeństwa.
22 stycznia 27 żołnierzy Gwardii Narodowej zostało aresztowanych po tym, jak wypowiedzieli posłuszeństwo rządowi Madura. W odpowiedzi przewodniczący Zgromadzenia Narodowego Juan Guaidó wezwał armię do wystąpienia przeciw łamiącemu prawo prezydentowi, a 24 stycznia ogłosił się tymczasowym prezydentem. Decyzja zyskała uznanie władz USA, które uznały nowego prezydenta, w efekcie administracja Madura zerwała relacje dyplomatyczne z tym państwem. Tego samego dnia uznanie dla prezydentury Guaido ogłosiły rządy Brazylii, Kolumbii, Peru, Paragwaju, Chile i Argentyny. Jednocześnie minister obrony Wenezueli Vladimir Padrino ogłosił poparcie wenezuelskiej armii dla Madura. 29 stycznia sąd najwyższy na polecenie prokuratora generalnego zakazał Guaido wyjeżdżania z kraju, a sam Guaido mianował 11 ambasadorów.

#### Skutki gospodarcze i społeczne
Represyjne i nieudolne rządy Madura doprowadziły do emigracji 3 mln obywateli (w lipcu 2019 r. było to już 4 mln ludzi, z tego 1,3 mln do Kolumbii), zaś pozostali w kraju w większości (ponad 90%) nie są w stanie zaspokoić podstawowych potrzeb ze względu na permanentny kryzys, hiperinflację i niedobór żywności oraz bieżącej wody. Z powodu upadku zaufania do pieniądza nastąpił rozkwit handlu wymiennego. Przyczyną kryzysu jest spadek cen ropy naftowej, której wydobycie jest głównym źródłem dochodów kraju. W okresie prosperity Wenezuela nie utworzyła rezerw walutowych, w związku z czym po przecenie ropy rząd tego kraju nie był w stanie kupować za granicą wystarczającej ilości żywności oraz artykułów pierwszej potrzeby. W efekcie braku rezerw finansowych państwo nie jest w stanie zapewnić funkcjonowania państwowego koncernu wydobywającego ropę naftową. Jednocześnie rząd Wenezueli odmawia przyjęcia pomocy gospodarczej i humanitarnej, uznając ją za próbę interwencji w kraju i przejęcia nad nim kontroli i uznając się za ofiarę wojny gospodarczej wywołanej rzekomo przez USA.

## Podział administracyjny

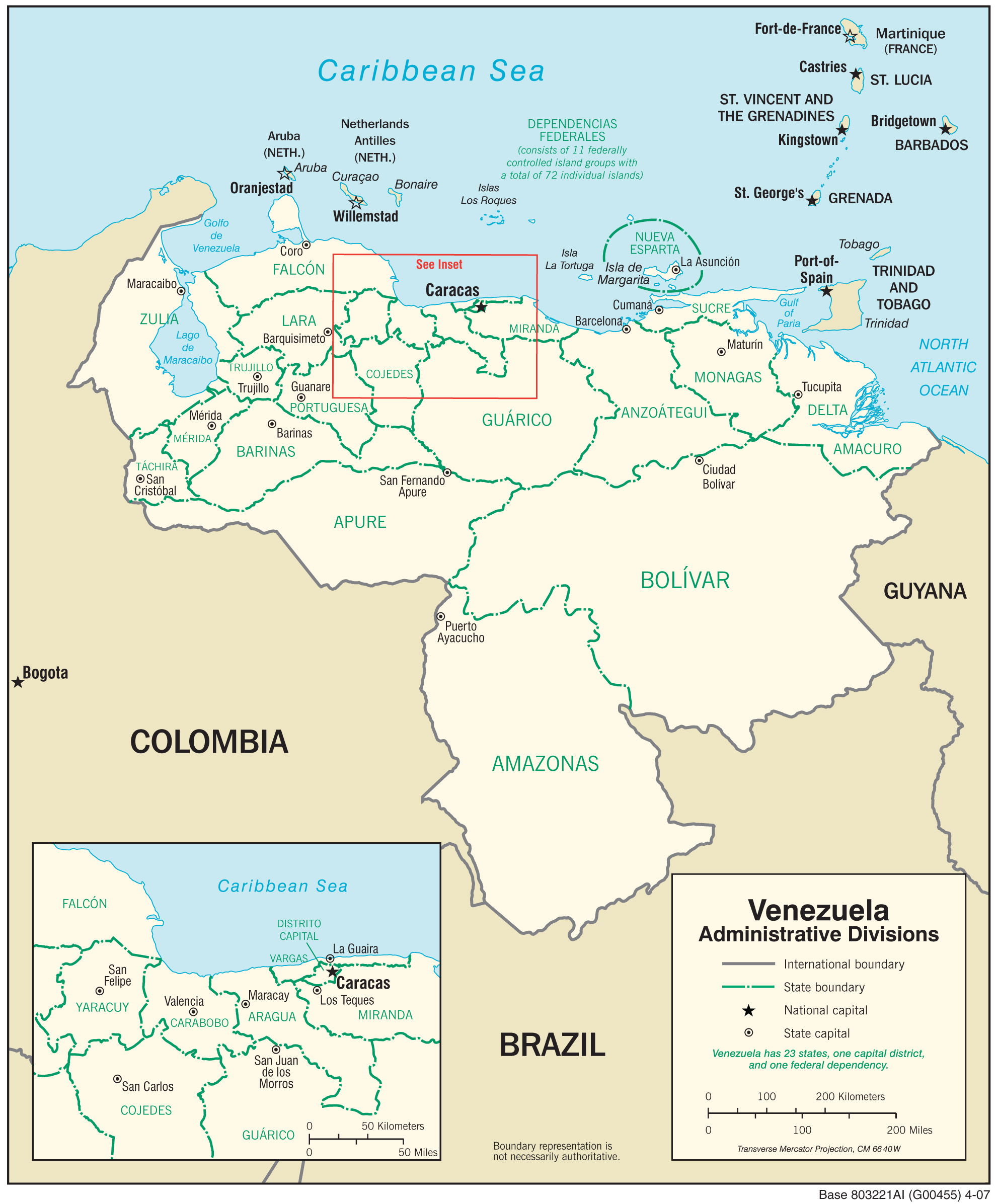
Mapa podziału administracyjnego

Wenezuela jest federacją, w skład której wchodzą 23 stany (estado), a także zarządzane bezpośrednio przez rząd federalny – Dystrykt Stołeczny (distrito capital) oraz Dependencje Federalne (dependencia federal).
| Stan                            | Stolica                | Inne ważne miasta             | Ludność stanu (tys.) | Odsetek ludności kraju    |
| ------------------------------- | ---------------------- | ----------------------------- | -------------------- | ------------------------- |
| Anzoátegui                      | Barcelona              | Puerto La Cruz El Tigre       | 1115                 | 4,79%                     |
| Apure                           | San Fernando de Apure  | Guasdualito                   | 437                  | 1,88%                     |
| Aragua                          | Maracay                | Turmero La Victoria           | 1428                 | 6,13%                     |
| Barinas                         | Barinas                | Barinitas                     | 558                  | 2,40%                     |
| Bolívar                         | Ciudad Bolívar         | Ciudad Guayana Upata          | 1240                 | 5,33%                     |
| Carabobo                        | Valencia               | Puerto Cabello Guacara        | 1992                 | 8,56%                     |
| Cojedes                         | San Carlos             | Tinaquillo                    | 248                  | 1,07%                     |
| Delta Amacuro                   | Tucupita               |                               | 128                  | 0,55%                     |
| Dystrykt Stołeczny              | Caracas                |                               | 1975                 | 9,85%                     |
| Falcón                          | Coro                   | Punto Fijo Punta Cardón       | 729                  | 3,13%                     |
| Guárico                         | San Juan de Los Morros | Calabozo Valle de la Pascua   | 617                  | 2,65%                     |
| Lara                            | Barquisimeto           | Carora Cabudare               | 1522                 | 6,54%                     |
| Mérida                          | Mérida                 | El Vigía Ejido                | 720                  | 3,09%                     |
| Miranda                         | Los Teques             | Santa Teresa                  | 2485                 | 10,68%                    |
| Monagas                         | Maturín                | Caripito Punta de Mata        | 583                  | 2,50%                     |
| Nueva Esparta                   | La Asunción            | Porlamar                      | 359                  | 1,54%                     |
| Portuguesa                      | Guanare                | Acarígua Villa Bruzual        | 786                  | 3,38%                     |
| Sucre                           | Cumaná                 | Carúpano Güiria               | 808                  | 3,47%                     |
| Táchira                         | San Cristóbal          | Rubio San Antonio del Táchira | 998                  | 4,29%                     |
| Trujillo                        | Trujillo               | Valera Boconó                 | 579                  | 2,49%                     |
| Vargas                          | La Guaira              | Catia La Mar Macuto Naiguatá  | 301                  | włączona do Dist. Federal |
| Yaracuy                         | San Felipe             | Yaritagua Chivacoa            | 498                  | 2,14%                     |
| Zulia                           | Maracaibo              | Cabimas Ciudad Ojeda          | 3052                 | 13,11%                    |
| Źródło: El Nacional, 13.07.1999 |                        |                               |                      |                           |

## Demografia

### Skład etniczny
51,6% mieszkańców kraju stanowią Metysi, a więc potomkowie Indian i białych, 43,6% biali pochodzenia europejskiego lub bliskowschodniego, 3,7% czarnoskórzy, 2,7% Indianie, a 1% przedstawiciele innych ras, przede wszystkim Azjaci.

## Polityka zagraniczna
W 2002 r. Wenezuela wstąpiła do Grupy 77, organizacji domagającej się transferu środków finansowych z państw bogatej Północy na rzecz biedniejszego Południa. W 2006 Wenezuela starała się o miejsce w Radzie Bezpieczeństwa ONZ zyskując poparcie Rosji oraz licząc na poparcie państw Unii Afrykańskiej, Ligi Arabskiej, Mercosuru i CARICOM. Ostatecznie miejsce drogą kompromisu zdobyła Panama. Należy do Grupy przyjaciół Haiti przy ONZ i Mercosur. Opowiada się przeciwko izolacji Kuby i za budową więzi pomiędzy krajami Trzeciego Świata. Z jej inicjatywy powołano PetroCaribe, czyli blok państw prowadzących między sobą wymianę naftową.

## Siły zbrojne
Wenezuela dysponuje trzema rodzajami sił zbrojnych: wojskami lądowymi, marynarką wojenną oraz siłami powietrznymi. Uzbrojenie sił lądowych Wenezueli składało się w 2014 z: 390 czołgów, 706 opancerzonych pojazdów bojowych, 57 dział samobieżnych, 104 zestawów artylerii holowanej oraz 89 wieloprowadnicowych wyrzutni rakietowych. Marynarka wojenna Wenezueli dysponowała w 2014 24 okrętami obrony przybrzeża, 6 fregatami oraz 4 korwetami. Wenezuelskie siły powietrzne z kolei posiadały w 2014 uzbrojenie w postaci m.in. 42 myśliwców, 101 samolotów transportowych, 56 samolotów szkolno-bojowych, 84 śmigłowców oraz 10 śmigłowców szturmowych. Wojska wenezuelskie w 2014 liczyły 113,6 tys. żołnierzy zawodowych oraz 438 tys. rezerwistów. Według rankingu Global Firepower (2014) wenezuelskie siły zbrojne stanowią 62. siłę militarną na świecie, z rocznym budżetem na cele obronne w wysokości 4 mld dolarów (USD).

## Gospodarka
W latach 60. i 70. XX w. gospodarka Wenezueli była stabilna, co w ówczesnej Ameryce Łacińskiej było ewenementem. Ekonomiczną stabilność kraju zapewniał duży eksport ropy naftowej, a kraj był żartobliwie nazywany Wenezuelą Saudyjską (nawiązanie do Arabii Saudyjskiej, której cała gospodarka opiera się na eksporcie tegoż surowca). Sytuacja gospodarcza pogorszyła się na przełomie lat 70. i 80., kiedy to Arabia Saudyjska i USA zwiększyły swoją produkcję i eksport ropy, w wyniku czego ceny surowca osiągnęły historycznie najniższy pułap. W 1980 PKB na jednego mieszkańca Wenezueli zmniejszył się o ponad 20%, a dziewięć lat później płace realne spadły o dwie trzecie. Państwo stanęło w obliczu kryzysu bilansu płatniczego. Od końca lat 80. rządy centrowej Akcji Demokratycznej rozpoczęły realizację programu neoliberalnego inspirowanego przez MFW. Reformy przyniosły mieszane rezultaty. Poskutkowały one zwiększeniem się dysproporcji między stanowiącą większość biedotą a bogatymi. Rząd zmniejszył podatki dla najbogatszych i podwyższył je dla osób biedniejszych. Kryzys doprowadził do zwiększenia się głodu, przemocy, prostytucji. Dług narodowy wzrósł. Niezadowolenie z sytuacji gospodarczej doprowadziło do zamieszek Caracazo z końca lutego 1989. Po zamieszkach Stany Zjednoczone narzuciły Wenezueli pakiet dziesięciu punktów „Konsensusu Waszyngtońskiego” oraz program reform sporządzony przez Johna Williamsona. W latach 80. i 90. indeksy wartości odżywiania i zdrowia dla Wenezueli były na ogół niskie, a nierówności społeczne w dostępie do żywności były wysokie.
Od neoliberalizmu odszedł prezydent Hugo Chávez, który początkowo przyjął strategię centrolewicową, kapitalistyczną i umiarkowaną, odpowiadającą polityce ówczesnych rządów lewicy latynoamerykańskiej (np. w Brazylii prezydenta Luli da Silvy z Partii Pracujących). Prezydent początkowo wierzył, że kapitalizm jest dla Wenezueli najlepszym ustrojem gospodarczym, należy odstąpić jedynie od neoliberalizmu, wprowadzonego przez wcześniejsze ekipy za namową USA. Rząd lewicy stosował się do wytycznych wyznaczanych przez Międzynarodowy Fundusz Walutowy i zachęcał korporacje zagraniczne (w tym amerykańskie) do inwestowania w kraju. Po 1998 z pomocą państwa (szkolenia techniczne i kredyty) powstało ponad 100 tysięcy spółdzielni, które zapewniały pracę dla półtora miliona osób. Rząd boliwariański przerwał prywatyzację państwowych gospodarstw rolnych, systemu ubezpieczeń społecznych, przemysłu aluminiowego i sektora naftowego.
Na początku XXI wieku Wenezuela była piątym na świecie eksporterem ropy naftowej. Wskaźnik eksportu ropy wynosił 85,3% całego eksportu, w związku z czym pozostawała dominującym elementem gospodarki kraju. W przeciwieństwie do poprzednich rządów, które prywatyzowały przemysł naftowy, oddając wiele firm naftowych w ręce amerykańskie, administracja lewicy, chcąc ograniczyć wpływy zagraniczne, dokonała nacjonalizacji szeregu firm naftowych. W 2001 rząd wprowadził nową ustawę zwiększającą nadzór państwa nad przemysłem naftowym, wprowadzono „przedsiębiorstwa mieszane” i zwiększono podatki dla koncernów naftowych. Rząd utworzył program mikrokredytów ukierunkowanych w stronę ubogich, dzięki czemu mogli oni zakładać własne małe przedsiębiorstwa. Utworzono kilka banków udzielających mikrokredyty, w tym Banco del Pueblo (Bank Ludowy), Banco de la Mujer (Bank kobiet) i Fondo de Desarollo Microfinanciero. W 2001 roku uchwalono przepisy zobowiązujące banki do przeznaczenia co najmniej 3% ich kapitału na mikrokredyty. Gospodarka kraju załamała się na rok po blokadzie naftowej opozycji z roku 2002, która poskutkowała spadkiem eksportu ropy. Gospodarka powróciła do równowagi, gdy przeciwko opozycji zwrócili się mali i średni przedsiębiorcy, na których blokada najbardziej się odbiła. Według amerykańskiego ekonomisty Marka Weisbrota ekspansja rządu w polityce naftowej rozpoczęła się w 2003 roku. Od tamtego czasu PKB wzrósł dwukrotnie i skorygowano inflację. W roku 2003 i 2004 rząd kontynuował umiarkowany kurs sprzed czasów zamachu stanu i blokady, zakładając szybkie uzdrowienie gospodarki kraju. Wdrażanie tej strategii poskutkowało kampaniami socjalnymi. W lipcu 2003 roku ruszyła „Misja Robinson” – kampania mająca na celu naukę czytania i pisania dorosłych obywateli, która objęła ponad 1,5 mln mieszkańców. Pod koniec 2003 roku prezydent rozpoczął „Misję Sucre” – program stypendialny dla szkolnictwa wyższego. Od około 2005 roku co roku wydawano 100 tys. stypendiów dla studentów, którzy w przeszłości byli wykluczeni z edukacji wyższej. Według danych Datos Information Resources, od 2003 do 2006 roku dochód najbiedniejszych klas społecznych wzrósł o ponad 150%. Kraj dzięki wysokim cenom ropy naftowej, której sprzedaż stanowi 90% eksportu i ponad 50% wpływów budżetu, zlikwidował deficyt oraz osiągnął nadwyżkę w bilansie płatniczym (eksport tego surowca jest kluczowy dla kondycji gospodarczej kraju). W Wenezueli znacząco poprawiły się wskaźniki poziomu życia. Od 2003 bezrobocie spadło o 8% (z 18 do 10%). Wzrosła płaca minimalna, która w 2006 zwiększyła się o 10%. Spadł też poziom biedy – w 1998 poniżej progu ubóstwa żyło 55% mieszkańców, a w 2005 37,9%. W 2004 wzrost gospodarczy Wenezueli wynosił 18%, w 2005 – 11%, w 2006 – 9% przy szacunkowej inflacji rzędu 13,7% (2006). Systematycznej deprecjacji ulega boliwar. Cena dolara w relacji do tej waluty kształtowała się następująco: 1,1610 (2002), 1,6070 (2003), 1,8913 (2004), 2,0898 (2005), 2,1470 (2006).
W 2009 r. Wenezuela i jej sojusznicy – Argentyna, Brazylia i Boliwia – założyli regionalny Bank Południa z siedzibą w stolicy Wenezueli. Celem instytucji było zdystansowanie się od MFW. Wenezuela utrzymywała, że w odróżnieniu od innych organizacji finansowych, Bank Południa będzie zarządzany i finansowany przez kraje regionu z zamiarem finansowania rozwoju społecznego i gospodarczego bez warunków politycznych dla tych inwestycji. Projekt został poparty przez amerykańskiego ekonomistę Josepha Stiglitza (laureata Nagrody Nobla i byłego ekonomistę Banku Światowego). W 2009 wraz ze światowym kryzysem finansowym gospodarka Wenezueli skurczyła się o 2,9%, jednocześnie w 2009 wskaźnik bezrobocia wyniósł 8%, podczas gdy w 1999 – 15%. W tym czasie liczba lekarzy zatrudnionych w sektorze publicznym wzrosła dziesięciokrotnie, a liczba nauczycieli podwoiła się. Statystyki te zostały potwierdzone przez ONZ i Bank Światowy.
Wenezuela zgromadziła rekordową rezerwę walutową, która w 2006 osiągnęła 35 mld dolarów (tyle samo co Kanada, która ma większą populację). W przeliczeniu na mieszkańca rezerwa jest znacznie większa niż w Niemczech (55 mld dolarów).

### Statystyki
Według Centrum Badań Ekonomicznych i Politycznych (CEPR) wenezuelska gospodarka w latach 2004–2007 średnio rosła o 11,85%. Według danych ministerstwa ziemi i rolnictwa, w ciągu dekady 2000–2010 produkcja soi wzrosła o 858% (do 54.420 ton) natomiast produkcja ryżu o 84% (osiągając poziom blisko 1,3 miliona ton rocznie). W okresie administracji PSUV zaobserwowano znaczące zwiększenie produkcji mleka, według niektórych źródeł w ciągu dziesięciu lat wzrosło ono nawet o 50%. W latach 1998–2006 liczba zgonów z niedożywienia spadła o 50%. W październiku 2009, Dyrektor Narodowego Instytutu Żywienia (INN) Marilyn Di Luca poinformował, że średnie dzienne spożycie kalorii osiągnęło 2790 kalorii, a niedożywienie spadło z 21% (1998) do 6%.
W 1999 r. wydobycie ropy wynosiło 3 120 000 baryłek dziennie natomiast w 2007 – 2 949 000 baryłek. Od 1998 do 2008 r. cena ropy wzrosła o 660%, co doprowadziło do znacznego zwiększenia zysku z tej branży. Według Cannona, przychody państwa z ropy naftowej zwiększyły się z 51% w 2000 r. do 56% w 2006 r., natomiast eksport ropy wzrósł z 77% (1997) do 89% w 2006 r. Raport OPA z 2010 wśród osiągnięć rządu Wenezueli wymienił – likwidację analfabetyzmu, ubóstwa, rozwój systemu opieki zdrowotnej, postęp gospodarczy i społeczny. Według ONZ w okresie prezydencji Cháveza jakość życia Wenezuelczyków poprawiła się, Komisja Gospodarcza ONZ ds. Ameryki Łacińskiej podaje że stopa ubóstwa spadła z 48,6% w 2002 r. do 29,5% w 2011 r.
Stopa ubóstwa została zredukowana o ponad połowę (z 54% gospodarstw domowych w półroczu 2003 do 26% r. na koniec 2008 r.). Skrajne ubóstwo spadło o 72%. Według współczynnika Giniego miara nierówności społecznych spadła z prawie 0,5 w 1998 do 0,39 w 2011 – na półkuli zachodniej Wenezuelę wyprzedziła jedynie Kanada. Od 1998 do 2012 r. zwiększono sumę wydatków socjalnych kraju. Wydatki na edukację jako odsetek PKB w 2006 r. wyniosły 5,1% (w porównaniu do 3,4% ostatniego roku rządu Caldera). Wydatki na ochronę zdrowia wzrosły z 1,6% PKB w 2000 r. do 7,71% w 2006 r. W okresie 1998–2006 wskaźnik umieralności niemowląt spadł o 18,2%. W 2012 r. wskaźnik ubóstwa spadł o 20%, co jest jednym z najlepszych wskaźników w gospodarce globalnej i pierwszym w Ameryce Łacińskiej. Problemem okazała się inflacja. W lipcu 2013 inflacja sięgnęła 48%, w lutym 2014 wyniosła 56%. Według opozycji jest to spowodowane stosowaniem polityki niskich cen na podstawowe artykuły żywnościowe, sprzedawane w uboższych dzielnicach, według prezydenta inflacja spowodowana jest spekulacjami rynkowymi.

### Hiperinflacja
W 2014 roku, w wyniku spadających cen ropy, uzależniona od jej sprzedaży Wenezuela, popadła w kryzys gospodarczy. W marcu tego samego roku inflacja – wedle oficjalnych danych – wyniosła 53,3%. W 2018 roku, wedle nieoficjalnych danych, inflacja wyniosła już 40 000%. Bank Centralny Wenezueli zaprzestał publikowania oficjalnych danych ekonomicznych w 2016 r., niemniej instytucje niezależne od Centralnego Banku Wenezueli prowadziły własne szacunki, wśród nich Międzynarodowy Fundusz Walutowy. Hiperinflacja doprowadziła do braków żywności i leków, utrudnionego dostępu do wody w miastach, spadku PKB, wzrostu bezrobocia i przestępczości. Według danych ONZ każdego dnia od początku 2018 Wenezuelę, z powodu biedy dziennie opuszcza 5 tysięcy mieszkańców. Wielkość emigracji szacowana jest na 1,8 mln osób w samym 2018 roku.

### Pomoc gospodarcza krajom regionu
Rząd w ramach programu Petrocaribe zapewniał tanie dostawy ropy krajom regionu biedniejszym od Wenezueli. Dostawy takie otrzymują m.in. Nikaragua, Boliwia i Kuba. Z inicjatywy wenezuelskiej utworzony został Petrocaribe – blok państw regionu Karaibów prowadzących między sobą wymianę naftową (należą do niego m.in. Antigua i Barbuda, Bahamy, Belize, Dominika, Dominikana, Grenada, Gujana, Jamajka, Saint Lucia, Saint Kitts i Nevis, Saint Vincent i Grenadyny, Surinam, Wenezuela, Haiti i Nikaragua). Ponadto Wenezuela przekazała Boliwii 80 milionów dolarów na rzecz programu „Bolivia cambia, Evo cumple”. W ramach programu „misja Miracle” Wenezuela do 2010 roku zapewniła bezpłatną opiekę zdrowotną ponad 1 139 798 osobom (od lipca 2010 średnio 5000 operacji na tydzień w 74 ośrodkach medycznych w całej Wenezueli). Z programu skorzystały też tysiące mieszkańców krajów regionu tj. Argentyny, Boliwii, Brazylii, Kostaryki, Chile, Dominikany, Ekwadoru, Gwatemali, Nikaragui, Paragwaju, Peru i Urugwaju. Wenezuela zaproponowała utworzenie wirtualnej waluty SUCRE (nazwa ta nadana została na cześć generała Antonio José de Sucre, bohatera walk o niepodległość państw Ameryki Łacińskiej) służącej do wymiany handlowej między członkami ALBA. Waluta ta wzorowana ma być na euro (z początkowych lat jego istnienia) i rublu tranzytowym. SUCRE ma zastąpić dolara jako walutę rezerwową, a w konsekwencji zmniejszyć kontrolę USA nad gospodarką Ameryki Łacińskiej i zwiększyć stabilność rynków regionalnych.

## Tradycyjne potrawy
Charakterystyczną dla Wenezueli potrawą jest hallaca. Jest to tradycyjne danie, przygotowywane głównie na Boże Narodzenie. Składa się ono z nadzienia z różnych rodzajów duszonego mięsa, zawiniętego w placki kukurydziane. Gotuje się je w wodzie, owinięte w liście bananowca. Hallacas podaje się zwykle z szynką i pieczywem.

## Religia
Podział wyznaniowy w 2014 roku, według Pew Research Center:
- katolicyzm – 73%
- protestantyzm – 17%
- brak religii – 7%
- inne religie – 4%.

Największym protestanckim kościołem w Wenezueli są Zbory Boże założone w 1916 roku. Obecna społeczność muzułmańska (ponad 100 tys.) składa się głównie z osób pochodzenia libańskiego i syryjskiego mieszkających w Nueva Esparta i obszarze metropolitalnym Caracas. W Wenezueli działają także mormoni (168 539 członków), oraz świadkowie Jehowy (136 542 głosicieli).